# Flucht aus Lissabon
Flucht aus Lissabon ist ein Fernsehfilm aus dem Jahr 2025 von Regisseurin Steffi Doehlemann nach einem Drehbuch von Hans-Hinrich Koch mit Hans Sigl und Hana Sofia Lopes.

## Handlung
Der Fluchthelfer und Menschenrechtsaktivist Thomas „Tom“ Fährmann lebt unter dem Decknamen Tom Hemmrich im Zeugenschutzprogramm in London, seine Kontaktagentin beim deutschen Bundeskriminalamt (BKA) ist Toms Freundin Alexandra „Alex“ Velten. Weil er befürchtet, dass er entdeckt wurde, möchte er nach Kanada fliehen. Tom gibt sich die Schuld am Tod eines kleinen Jungen, während er 39 anderen Kindern erfolgreich bei der Flucht helfen konnte.
Nachdem Alex bei einer Aktion in Lissabon, bei der drei Europol-Beamte ums Leben kommen, schwer verletzt wird und im Koma liegt, wendet sich BKA-Abteilungsleiterin Iris Martenstein an Tom. Er soll für das BKA die portugiesische Informatikerin und Kronzeugin Sophia Moreno ausfindig machen und sie in ein Safe House in Faro bringen. Als Gegenleistung fordert er von Martenstein eine Greencard für Kanada und dass sie alle Aktivitäten wie Urkundenfälschung, Amtsmissbrauch und Verrat von Dienstgeheimnissen vergisst, die Alex zur Unterstützung von Tom gesetzt hat.
Sophia soll gegen die PR-Agentur Targetics Communications von Dr. Christian Aristides aussagen, die ihren siebenjähriger Sohn Noa in ihre Gewalt gebracht hat. Die Agentur fordert im Tausch gegen Noa eine von Sophia geschriebene Software, mit der die Präsidentschaftswahl im afrikanischen Kitwana mit einer Hasskampagne gegen den Herausforderer Chibale manipuliert werden soll, um Präsident Mobula an der Macht zu halten.
In Lissabon taucht Tom bei seinem Freund Pedro unter. Es gelingt ihm Sophia zu finden, allerdings möchte sie ohne ihren Sohn nicht nach Faro. Tom und Sophia begeben sich daher gemeinsam auf die Suche nach Noa. Von Sophia erfährt Tom, dass sie für die Europäische Union einen Internetfilter gegen Fake News entwickelt hat. Aristides möchte, dass sie das Programm so ändert, dass er sämtliche Filter umgehen kann. Bis zur Wahl sind es allerdings nur noch drei Tage, danach wäre Noa für Targetics als Druckmittel gegen Sophia nutzlos. Über ein GPS-Signal findet Sophia den Aufenthaltsort von Noa, die Serverfarm von Targetics in Sagres, heraus.
Gemeinsam schaffen es Sophia und Tom, Noa aus der Serverfarm zu befreien. Allerdings wurde ihm ein Sender unter die Haut implantiert, sodass ihn die Verfolger von Targetics aufspüren können, bis Tom den Sender aus dem Arm von Noa entfernt. Außerdem findet Tom heraus, dass es beim BKA einen Maulwurf gibt, laut Martenstein soll dieser zur INFAS-Abteilung gehören. Tatsächlich wird Dr. Aristides von Martenstein selbst darüber informiert, dass Sophia ins Safe-House gebracht wird. Dort werden Sophia und Tom bereits von den Leuten von Aristides erwartet, die beiden können diese allerdings außer Gefecht setzen.
Als Alex aus dem Koma erwacht, ruft sie Tom an, um ihn darüber zu informieren, dass der Maulwurf Martenstein selbst ist. Nachdem sie aufgeflogen ist, fordert Martenstein von Tom, dass er Sophia zu Targetics bringt, damit sie die Software manipuliert, andernfalls würde sie die Medikamente für Alex überdosieren. Tom übergibt zwar die gewünschte Software auf einem USB-Stick an Aristides, allerdings manipuliert Sophia mittels künstlicher Intelligenz Videos, sodass Mobula und Martenstein öffentlich als Kriminelle bloßgestellt werden. Die Staatsanwaltschaft kann ein Kryptokonto Martenstein zuordnen, Martenstein und Aristides werden festgenommen. Die Wahl wird wiederholt, Präsident Mobula ist flüchtig. Tom schmiedet Pläne für eine gemeinsame Zukunft mit Alex, während Sophia mit Noa in Lissabon bleibt.

## Produktion
Die Dreharbeiten fanden vom 19. März bis zum 17. April 2024 in Portugal statt, gedreht wurde in Lissabon und Umgebung. Produziert wurde der Film von Fiction Magnet in Zusammenarbeit mit der neuen deutschen Filmgesellschaft (ndF) und der portugiesischen Cinemate im Auftrag von ZDF und ServusTV. Als Produzent fungierte Drehbuchautor Hans-Hinrich Koch.
Die Kamera führte Oliver-Maximilian Kraus, die Musik schrieb Martin Rott, die Montage verantwortete Melania Singer. Das Szenenbild gestaltete Ana Teresa Castelo, das Kostümbild Teresa Sousa, den Ton Tomas Kanok und Stephan Radom und die Maske Iris Peleira.
Hauptdarsteller Hans Sigl war 2019 im Thriller Flucht durchs Höllental und 2022 in der Fortsetzung Der Feind meines Feindes als ehemaliger Anwalt Klaus Burg zu sehen. Für Sigls dritte Zusammenarbeit mit Produzent Hans-Hinrich Koch wurde eine neue Figur erdacht.

## Veröffentlichung
In der ZDFmediathek wurde der Thriller am 21. Februar 2025 veröffentlicht.
Auf ServusTV wurde der Film am 15. März 2025 erstmals ausgestrahlt, die Erstausstrahlung im ZDF erfolgte am 17. März 2025.

## Rezeption

### Kritiken
Tilmann P. Gangloff vergab auf tittelbach.tv 4,5 von 6 Punkten. Der fesselnde Thriller sei mit Sigl bestens besetzt, Hana Sofia Lopes sei eine Entdeckung fürs deutsche Fernsehen, die Musik sorge für Dauerspannung, die Bildgestaltung sei beachtlich.
Oliver Armknecht bewertete die Produktion auf film-rezensionen.de mit vier von zehn Punkten. An aktuellen Themen mangle es nicht. Dennoch sei der Thriller missglückt, da er zwischen langweilig und ärgerlich schwanke, bei Handlung, Figuren und Dialogen gebe es einfach zu große Defizite.

### Quote
Die Erstausstrahlung im ZDF am 17. März 2025 erreichte 5,83 Millionen Zuschauer und einen Marktanteil von 22,8 Prozent.